# Коктерекский сельский округ (Северо-Казахстанская область)
Коктерекский сельский округ (каз. Көктерек ауылдық округі) — административная единица в составе Уалихановского района Северо-Казахстанской области Казахстана. Административный центр — село Мортык.
Население — 1001 человек (2009, 1611 в 1999, 2500 в 1989).

## История
Сельский совет образован Указом Президиума Верховного Совета Казахской ССР от 29 марта 1972 года. 5 февраля 1996 года распоряжением акима Кзылтуского района образован Коктерекский сельский округ.
Сельский округ был образован путем объединения Новокрасновского (село Новокрасновское) и Елтайского (сёла Коктерек, Карамырза, Тоспа) сельских советов. Село Тоспа было ликвидировано 31 июля 2006 года.

## Состав
В состав округа входят такие населенные пункты:
| Населенный пункт | Население, человек (1989) | Население, человек (1999) | Население, человек (2009) |
| ---------------- | ------------------------- | ------------------------- | ------------------------- |
| Карамырза, село  | 225                       | 166                       | 85                        |
| Коктерек, село   | 890                       | 470                       | 321                       |
| Мортык, село     | 1196                      | 975                       | 595                       |
| Тоспа, село      | 189                       | -                         | -                         |